# John van Dreelen
John Van Dreelen, pseudonimo di Jacques van Drielen Gimberg (Amsterdam, 22 maggio 1922 – Cap d'Agde, 4 settembre 1992), è stato un attore olandese.
Recitò al cinema e in televisione, soprattutto tra gli anni '60 ed '80.

## Filmografia parziale

### Cinema
- Vacanze a Montecarlo (Monte Carlo Baby), regia di Jean Boyer e Lester Fuller (1953)
- L'ultimo atto (Der Letzte Akt), regia di Georg Wilhelm Pabst (1955)
- Tempo di vivere (A Time to Love and a Time to Die), regia di Douglas Sirk (1958)
- Beyond the Time Barrier, regia di Edgar G. Ulmer (1960)
- Il colonnello Von Ryan (Von Ryan's Express), regia di Mark Robson (1965)
- Madame X, regia di David Lowell Rich (1966)
- Topaz, regia di Alfred Hitchcock (1969)
- La formula (The Formula), regia di John G. Avildsen (1980)
- Casa, dolce casa? (The Money Pit), regia di Richard Benjamin (1986)
- Nato per combattere (Nato per combattere), regia di Bruno Mattei (1989)

### Televisione
- Indirizzo permanente (77 Sunset Strip) – serie TV, 7 episodi (1959-1962)
- I detectives (The Detectives) – serie TV, episodio 1x32 (1960)
- Avventure in paradiso (Adventures in Paradise) – serie TV, episodi 1x18-1x26-2x16 (1960-1961)
- Surfside 6 – serie TV, episodi 1x10-1x32 (1960-1961)
- The Gallant Men – serie TV, episodio 1x06 (1962)
- Gli uomini della prateria (Rawhide) – serie TV, episodio 4x23 (1962)
- Thriller – serie TV, episodio 2x27 (1962)
- The Travels of Jaimie McPheeters – serie TV, episodio 1x13 (1963)
- Perry Mason – serie TV, episodio 7x17 (1964)
- Ai confini della realtà (The Twilight Zone) - serie TV, episodio 5x29 (1964)
- Le spie (I Spy) – serie TV, episodio 1x08 (1965)
- Codice Gerico (Jericho) – serie TV, episodio 1x05 (1966)
- Selvaggio west (The Wild Wild West) - serie TV, episodi 2x09-4x22 (1966-1969)
- Tarzan – serie TV, episodio 1x24 (1967)
- Garrison Commando (Garrison's Gorillas) – serie TV, episodio 1x02 (1967)
- I giorni di Bryan (Run for Your Life) - serie TV, episodi 2x22-3x23 (1967-1968)